# Behindertenfeindlichkeit
Behindertenfeindlichkeit bezeichnet die Ablehnung, Diskriminierung und Marginalisierung von Menschen mit Behinderungen. Zu unterscheiden ist dabei zwischen einer feindselig-aggressiven Haltung von einzelnen Menschen bzw. von Menschengruppen behinderten Menschen gegenüber und gesellschaftlichen Verhältnissen, die Menschen mit Behinderungen benachteiligen. Diese Wirkung ist nicht in jedem Fall beabsichtigt. Zu unterscheiden ist ferner zwischen einer Behindertenfeindlichkeit, die sich auf bereits geborene Menschen bezieht, und der Bereitschaft, eine Schwangerschaft „präventiv“ abzubrechen, wenn das entstehende Kind mit großer Wahrscheinlichkeit behindert sein wird.

## Formen der Diskriminierung von Menschen mit Behinderung
Es gibt verschiedene Erscheinungsformen der Diskriminierung von Menschen mit Behinderung:
- kulturelle (z. B. in der Darstellung von Behinderung und Menschen mit Behinderung in den Medien),
- institutionelle (z. B. Barrieren in Gebäuden oder Verkehrsmitteln),
- zwischenmenschliche (z. B. Paternalismus, mitleidige Blicke, abfällige Bemerkungen, körperliche Gewalt)
- verinnerlichte (z. B. Bilder von „Höher- und Minderwertigkeit“)
- wirtschaftliche (z. B. bei Versicherungen gegen Lebensrisiken)

Einige Theoretiker bewerten diese Erscheinungsformen als typisch für Unterdrückungs-Verhältnisse.
Menschen, deren Denken von Behindertenfeindlichkeit geprägt ist, bewerten den gesellschaftlichen Körper-/ Geistes-/ Verhaltensnormen entsprechende Menschen als höher- und diejenigen, die diesen nicht entsprechen, als minderwertig.

Auch das Denken von Menschen mit Behinderung kann von Behindertenfeindlichkeit geprägt sein und sich entsprechend auf deren Selbstbild oder deren Denken über andere Menschen mit (anderer) Behinderung auswirken.

### Umgang mit der Diagnose „Behinderung“ durch werdende Eltern und die Gesellschaft
Als eine Form der Behindertenfeindlichkeit wird von vielen der gesellschaftliche Druck empfunden, eine Schwangerschaft abzubrechen, wenn bei vorgeburtlichen Untersuchungen eine mögliche Behinderung festgestellt wird.

### Unterstellung von Gebrechlichkeit und erhöhter Morbidität
Menschen mit einer „geistigen Behinderung“ wird oft unterstellt, sie seien gebrechlich und wegen ihrer Behinderung einem erhöhten Risiko ausgesetzt, früh zu sterben.
Es trifft zu, dass die durchschnittliche Lebenserwartung eines Menschen mit einer kognitiven Beeinträchtigung zwölf Jahre kürzer ist als die eines Angehörigen der Gesamtbevölkerung. Aber auch Menschen mit einer „geistigen Behinderung“ werden in der Regel erst in ihrer zweiten Lebenshälfte gebrechlich. Der Annahme, ein kognitiv beeinträchtigter Mensch müsse mit ähnlich rigorosen Methoden vor der Infektion mit einem Erreger von der Gefährlichkeit des SARS-CoV-2 geschützt werden wie Bewohner eines Alten- und Pflegeheimes, fehlt jedoch jede Grundlage. Während bei 75-Jährigen und Älteren das Risiko, an COVID-19 zu sterben, ca. 20 % beträgt, liegt die Sterberate bei Erwachsenen mit geistiger Behinderung zwischen 18 und 74 Jahren bei 4,5 % (in der Gesamtbevölkerung bei 2,7 %).
Daher kritisiert die Katholische Hochschule Nordrhein-Westfalen das Verfahren von Politikern in der COVID-19-Krise, nicht zwischen Bewohnern von Alten- und Pflegeheimen einerseits und Betreuten in der Behindertenhilfe andererseits zu differenzieren.

## Geschichte der Verfolgung von Menschen auf Grund ihrer Behinderung
Im nationalsozialistischen Deutschland wurde am 14. Juli 1933 ein Gesetz zur Verhütung erbkranken Nachwuchses von der Regierung erlassen. Bis zum Kriegsende kam es so zu 400.000 Zwangssterilisierungen und bis zu 200.000 Tötungen von Menschen, die als geistig und körperlich behindert diagnostiziert worden waren. 1941 wurde durch mündlichen Befehl Hitlers das „offizielle Ende der Euthanasie“ erklärt – ein Schritt, den er gehen musste, da der Druck der Öffentlichkeit, vor allem durch Eltern von behinderten Kindern, zu groß wurde. Ab Februar 1939 wurde ein Entwurf zu einem Gesetz zur Behandlung sogenannter „Gemeinschaftsfremder“ geplant. Die Teilgruppe der „Versager“ wurde dabei laut Forster folgendermaßen definiert:
Gemeinschaftsfremd im Sinne dieses Gesetzes ist, wer […] nach seiner Persönlichkeit und Lebensführung, insbesondere infolge von außergewöhnlichen Mängeln des Verstandes oder des Charakters erkennen lässt, dass er nicht imstande ist, aus eigener Kraft den Mindestanforderungen der Volksgemeinschaft zu genügen (Versager) […].
Die Polizei sollte „Gemeinschaftsfremde“ den Landesfürsorgeverbänden überweisen, jedoch auch in Polizeilagern unterbringen können. Bereits vor 1943 wurden im Rahmen der Aktion T4 als „behindert“ eingestufte Menschen getötet oder zwangssterilisiert. In Kraft trat der oben zitierte Gesetzesentwurf vor allem deshalb nicht, weil die zu verfolgenden Minderheiten nicht genügend über ihre nach Ansicht der führenden Nationalsozialisten „verderblichen Gene“, sondern zu sehr über ihre Erscheinung definiert wurden. Die „ableistische“ (s. u.) Ideologie, die dem Gesetzesentwurf zugrunde liegt, ist auch bei heutigen Rechtsextremisten zu finden.
Im Zusammenhang mit der modernen Biotechnologie wird in der Heilpädagogik von einer neuen Behindertenfeindlichkeit gesprochen (Georg Theunissen, 1989).

## Ursachen behindertenfeindlicher Haltungen und behindernder Strukturen
Als Ursache für Behindertenfeindlichkeit im Sinne einer feindseligen Einstellung von einzelnen Menschen oder Menschengruppen wird eine mögliche gesellschaftliche Reaktion auf einen abweichenden Körperbau und/oder abweichende körperliche oder geistige Möglichkeiten genannt. Diese erfolge vor dem Hintergrund der Vision eines „perfekten“ Körpers als Schlüssel für Wohlstand und Glück. Der Begriff wird von seinen Verwendern auch in Kombination mit Rassismus, Sexismus und Klassismus benutzt und in Zusammenhang gestellt.
Eine Form der Behindertenfeindlichkeit ist der Paternalismus von Menschen, die es aus ihrer eigenen Sicht „nur gut mit den behinderten Menschen“ meinen und sie deshalb beschützen und fürsorglich behandeln wollen. Diese auch unter professionellen Betreuern noch vorhandene Haltung führt allerdings oft zu einer Bevormundung der „Schützlinge“. Allerdings gibt es Anzeichen dafür, dass nicht mehr der Schutz und die Versorgung behinderter Menschen im Zentrum der Überlegungen vieler Menschen stehen, sondern deren Autonomie und „Ermächtigung“. Behinderte Menschen sollen in die Lage versetzt werden, ein unabhängiges Leben „so normal wie möglich“ zu führen. Aktuell wird dies gerade beim Recht auf Sexualität verhandelt.
Eine weitere Form von Behindertenfeindlichkeit stellt die Erzählung vom „Supercrip“ (Englisch für „Superkrüppel“) dar. Hiermit wird eine Einstellung gegenüber Behinderten bezeichnet, nach welcher diese für ihre Einschränkungen selbst verantwortlich seien, da sie diese durch eigene Anstrengungen überwinden könnten, wobei auf Ausnahmefälle besonders erfolgreicher Behinderter verwiesen wird. Dies hat eine unrealistische Erwartungshaltung gegenüber Behinderten zur Folge. Die Einstellung steht in Zusammenhang mit der allgemeinen meritokratischen Erzählung, dass jedem Einzelnen der soziale Aufstieg gelingen könne, wenn er nur hart genug arbeitet.
Eine wichtige Rolle spielt auch die Sprache, die zwischen „Behinderten“ und „Nicht-Behinderten“ unterscheidet. Damit verbunden ist laut Ralf Stoecker die falsche Vorstellung, „dass behinderte Menschen Mängel aufweisen, unbehinderte [aber] nicht“. Tatsächlich seien Menschen „grundsätzlich Mängelwesen“.
Die Existenz behindernd wirkender Barrieren beruht hingegen nur selten auf offener Feindseligkeit behinderten Menschen gegenüber, sondern ist eher Ausdruck von Gleichgültigkeit oder Gedankenlosigkeit; oft verhindert auch das Denken in ökonomischen Kategorien (barrierefreie Lösungen sind oft relativ teuer) die Beseitigung von Barrieren. Dieser Sichtweise widerspricht die österreichische Organisation „BIZEPS – Zentrum für Selbstbestimmtes Leben“: „Wir sollten uns keiner Täuschung hingeben, auch nicht benutzbare Busse sind Gewalt genauso wie ein Telefonsystem, welches von Gehörlosen nicht verwendet werden kann. Aber auch die Missachtung der Bürgerrechte Behinderter oder das nicht-ernst-Nehmen von uns, dem wir in unserem Alltag auf Schritt und Tritt begegnen.“

## Stereotypisierung von Menschen mit Behinderung
Menschen mit Behinderungen werden stereotypisch als abhängig, inkompetent und asexuell wahrgenommen. Gleichzeitig werden ihnen jedoch auch positive Eigenschaften wie Freundlichkeit und Warmherzigkeit zugeschrieben. Die Stereotypisierung von Menschen mit Behinderung ist ein gesellschaftliches Phänomen, das weitgehende Auswirkungen auf das Leben der Betroffenen hat. Die soziale Wahrnehmung von Menschen mit Behinderung ist defizitorientiert und von negativen Vorstellungen geprägt. Obwohl Menschen mit Behinderung äußerst vielfältig sind und unterschiedlichste Formen von Behinderungen aufweisen, werden sie in einer Weise homogenisiert, die ihre Vielfalt nicht angemessen berücksichtigt. Die Stereotype können subtil oder offensichtlich sein. Der Fokus liegt dabei auf dem vermeintlichen Defizit und der eingeschränkten Leistungsfähigkeit.
Die mediale Darstellung von Menschen mit Behinderung trägt zur Stereotypisierung bei. Sie variiert von stereotypen, vorurteilsbeladenen Abbildungen bis zu Darstellungen, die den Fokus auf Emanzipation und Selbstbestimmung legen. In vielen Filmen und Berichterstattungen werden Menschen mit Behinderungen entweder als Opfer oder als Helden dargestellt, was ihre Realität nicht angemessen widerspiegelt. Um Behindertenfeindlichkeit entgegenzuwirken, ist es wichtig, nach authentischen Darstellungen zu streben, die die Vielfalt und Komplexität von Menschen mit Behinderungen zeigen.
Es erweist sich als bedeutsam, bestehende Stereotype gegenüber Menschen mit Behinderungen zu hinterfragen und Vorurteile schrittweise abzubauen. Die Veränderung der stereotypen Bilder, die auf individueller Ebene tief verankert sind, schreitet jedoch nur langsam voran. Positive Begegnungen mit Menschen mit Behinderungen können dabei unterstützen, wenngleich sie allein nicht ausreichend sind. Für eine inklusive Gesellschaft gilt es, ein breiteres Bewusstsein für die individuellen Bedürfnisse und Fähigkeiten zu schaffen. Gesellschaftliche Anstrengungen sind erforderlich, um gleiche Chancen und Rechte für Menschen mit Behinderungen zu gewährleisten. Die Reduzierung von Stereotype und die Förderung einer Kultur der Akzeptanz und Unterstützung sind dabei wesentliche Elemente, um die Vielfalt und Stärke von Menschen mit Behinderungen angemessen zu würdigen.

## Behindertenfeindlichkeit und Ableismus
Vom englischsprachigen Raum ausgehend, hat sich auch im deutschsprachigen Raum der Begriff Ableism oder Ableismus (von engl. able: fähig) eingebürgert. Ableism wird als „ein Bündel von Glaubenssätzen, Prozessen und Praktiken“ definiert, „das auf Grundlage der je eigenen Fähigkeiten eine besondere Art des Verständnisses des Selbst, des Körpers und der Beziehungen zu Artgenossen, anderen Arten und der eigenen Umgebung erzeugt.“ Ableism beruht auf einer Bevorzugung von bestimmten Fähigkeiten, die als essentiell projiziert werden, während gleichzeitig das reale oder wahrgenommene Abweichen oder Fehlen von diesen essentiellen Fähigkeiten als verminderter Daseinszustand etikettiert wird, was oft zum begleitenden „Disableism“ führt, dem diskriminierenden, unterdrückenden oder beleidigenden Verhalten, das aus dem Glauben entsteht, dass Menschen ohne diese „essentiellen“ Fähigkeiten anderen unterlegen seien.
Behindertenfeindlichkeit wäre demnach nur eine Variante des Ableism, durch den Aussagen über die Leistungsfähigkeit eines Menschen mit Werturteilen über den betreffenden Menschen verknüpft werden: Je leistungsfähiger ein Mensch ist, desto „wertvoller“ erscheint er einem Ableisten, je weniger er leisten kann, desto „wertloser“. Für einen Ableisten liegt die Schlussfolgerung nahe, wenn sie auch nicht immer explizit gezogen wird, dass es sich bei Menschen am unteren Ende seiner Wertskala um „lebensunwertes Leben“ handele.
Laut Rebecca Maskos „ist Ableismus breiter als Behindertenfeindlichkeit. Wie Rassismus und Sexismus bildet der Begriff nicht nur die Praxis im Umgang mit einer Gruppe ab, sondern auch die gesellschaftlichen Verhältnisse und Strukturen, die diese Praxis hervorbringen. Ableismus zeigt sich nicht nur im schrägen Kommentar oder im Kopfstreicheln, sondern auch in der Treppe ohne Rampe, im fehlenden Aufzug, in den Geldern, die Veranstalter*innen für Gebärdensprachdolmetschen, Live-Streaming oder Leichte Sprache einfach nicht aufbringen wollen.“ An dem Begriff Behindertenfeindlichkeit stört Maskos, dass dieser suggerieren könne, „dass es reicht, einfach nur die eigene Haltung umzuwandeln – nämlich in eine ‚behindertenfreundliche‘.“ Abgesehen davon bestehe eine Variante des Ableismus darin, dass nicht-behinderte Menschen Menschen mit Behinderung nicht aggressiv-herablassend, sondern wohlwollend-freundlich gegenüberträten und sie z. B. für Leistungen lobten, die von ihnen ohne große Anstrengung erreicht worden seien. Auch übertriebenes Lob sei ein Indiz dafür, dass der Gelobte nicht ernst genommen werde.

## Auswirkungen der Diskriminierung behinderter Menschen

### Auswirkungen auf die Diskriminierten
Nach Birgit Rommelspacher muss die Diskriminierung nicht unbedingt zu einem geringeren Selbstbewusstsein bei den Diskriminierten führen. Wichtig sei, dass die Menschen mit Behinderungen das, was sie objektiv behindert, erkennen, benennen und dagegen vorgehen („nicht der Rollstuhl ist zu breit, sondern die Tür ist zu schmal“). Ein weiteres Problem sei die sogenannte Attribuierungs-Ambivalenz. Hiermit ist gemeint, dass es für Diskriminierte nicht leicht sei, einen Satz oder eine Geste als wohlwollend oder als feindlich zu interpretieren, wenn der Satz oder die Geste beides ausdrücken kann (Ambivalenz), was häufig vorkomme (Beispiel: Wenn jemand einem blinden Menschen „Wir sehen uns morgen“ zum Abschied sagt, könnte der Weggehende sich über den anderen lustig machen; es könnte aber auch sein, dass er nicht an das Nicht-Sehen-Können denkt, den blinden Menschen also bloß wie jeden anderen behandelt).
Voraussetzungen dafür, Diskriminierung zurückzuweisen, sind:
- dass die Diskriminierung identifiziert und erkannt wird
- dass ihr die richtigen Ursachen zugeordnet werden und
- dass es Unterstützungsmöglichkeiten gibt, um sich dagegen zu wehren.

### Auswirkungen auf die Diskriminierenden
Die Privilegierung ist das Gegenüber der Diskriminierung: die Auswirkung der Diskriminierung sei für die Nichtdiskriminierten die Privilegierung. Nichtdiskriminierte würden diese Privilegien jedoch in der Regel nicht erkennen, während Diskriminierte diese Privilegien sehr deutlich sähen.
Im Falle offener Feindseligkeit gegenüber behinderten Menschen werden diese Privilegien bewusst verteidigt. Dies geschehe durch:
- Bestätigung von Hierarchien: wenn Menschen mit Behinderungen selbstbewusst und fordernd auftreten, höre oftmals bei vielen der Spaß auf und es werde versucht, sie in ihre Schranken zu verweisen. Das kann unter anderem dann vorkommen, wenn behinderte Menschen auf einer Regelschule beschult werden und gleich gute Leistungen wie die nichtbehinderten Schüler und/oder bessere Leistungen erbringen.
- Funktionalisierungen: eigene Unsicherheiten und Ängste werden auf behinderte Menschen übertragen – weisen sie diese zurück, müssten sie oftmals mit Aggressionen rechnen.
- Machtumkehr: vor allem rechtsextreme Kreise wähnen Menschen mit Behinderungen aufgrund ihres so genannten Opferstatus in einer Machtposition, welche eingeschränkt werden müsse.

## Maßnahmen gegen Behindertenfeindlichkeit
Die Alternative zu einem „behindertenfeindlichen“, d. h. nicht behindertengerechten Zusammenleben bildet ein inklusives Zusammenleben, bei dem Menschen mit Funktionseinschränkungen nicht als mit Mängeln behaftet, also als „defizitär“ bewertet werden. Inklusion erfordert nicht nur eine Änderung des Denkens, sondern auch die Schaffung von Rahmenbedingungen, die die „Defizite“ als irrelevant erscheinen lassen. Ein Musterbeispiel für diesen Paradigmenwechsel lieferte bereits im 18. Jahrhundert Christian Fürchtegott Gellert: In seinem Gedicht Der Blinde und der Lahme trägt der Blinde den Gelähmten auf seinem Rücken. Der Gelähmte weist dem Blinden den Weg und warnt ihn vor Hindernissen, und der Gelähmte wird mobil. „Vereint wirkt also dieses Paar, was einzeln keinem möglich war“, lautet Gellerts Kommentar (als quasi „symbiotisches“ Paar verlieren beide „Behinderte“ ihre Hilfsbedürftigkeit).

### Selbsthilfe
Anfang der 1970er Jahre formierte sich eine Bewegung von Menschen mit Behinderungen, die, inspiriert durch die afro-amerikanische Bürgerrechtsbewegung der USA, zur Selbsthilfe griffen und mit Aktionen und Aufklebern („Prädikat Behindertenfeindlich“) auf ihre Diskriminierung aufmerksam machten. Zitat des 2004 verstorbenen Dortmunder Aktivisten Gusti Steiner:

„Vor diesem Hintergrund kam es im Mai 1974 in Frankfurt mit unserer Selbsthilfegruppe der Frankfurter Volkshochschule zur ersten spektakulären Straßenbahnblockade durch Behinderte. Wir hatten bauliche Barrieren, bauliche Behinderungen in direkter Konfrontation mit dem „Prädikat Behindertenfeindlich“ ausgezeichnet, hatten uns zwei Kriegsopferverbände, das Sozialamt, die Allgemeine Ortskrankenkasse und das Gesundheitsamt der Stadt Frankfurt aufs Korn genommen. Am Tage darauf veranstalteten wir im Zentrum der Stadt Frankfurt ein Rollstuhl-Training, in dessen Verlauf wir eine Straßenbahn blockierten. Ein Rollstuhlfahrer versuchte, in die Straßenbahn einzusteigen. Stufen und eine Mittelstange versperrten ihm den Zutritt. Währenddessen rollte ich auf die Schienen, stellte mich vor die Straßenbahn und erklärte über ein Megafon, dass Busse, Straßenbahnen, U-Bahnen nicht für Behinderte konstruiert wurden.“

Seit dieser Zeit gründeten sich viele Behindertenorganisationen mit einem politischen Selbstverständnis.

### Rechtsweg
In Rechtsstaaten besteht die Möglichkeit, Entscheidungen von Behörden, aber auch von privaten Instanzen, durch die Menschen mit Behinderungen diskriminiert werden, gerichtlich überprüfen zu lassen.
So machte das Bundesgericht der Schweiz eine Entscheidung des Gemeinderats einer Gemeinde im Kanton Zürich rückgängig, die den Antrag einer in der Schweiz ansässigen Ausländerin mit einer geistigen Behinderung auf Einbürgerung in die Schweiz mit der Begründung abgelehnt hatte, der Frau fehle die Fähigkeit zur „wirtschaftlichen Selbsterhaltung“. Mit der Verweigerung der Einbürgerung wollte die Gemeinde vermeiden, für jährlich 100.000 Franken Sozialhilfe aufkommen zu müssen. Diese wurden bis dahin von der eidgenössischen Asylfürsorge geleistet. Nach einer Einbürgerung müssen entsprechende Zahlungen von der Gemeinde übernommen werden. Das kantonale Verwaltungsgericht stützte das finanzielle Argument der Gemeinde. Das Bundesgericht jedoch sieht in der Verweigerung der Einbürgerung wegen fehlender wirtschaftlicher Selbsterhaltungsfähigkeit eine Diskriminierung. Der jungen Frau werde dadurch aufgrund ihrer geistigen Behinderung dauernd verunmöglicht, sich überhaupt einbürgern zu lassen. Zum anderen sei es eine Missachtung der Menschenwürde, wenn die Frau einzig wegen der Frage nicht eingebürgert würde, aus welchem Etat die ihr zukommende Unterstützung geleistet werde.

## Empirische Untersuchungen über das Ausmaß der Diskriminierung behinderter Menschen
Umfragen belegen, dass es behindertenfeindliche Einstellungen in Teilen der Bevölkerung Deutschlands und Europas gibt. Dafür, dass diese sich verbreiteten und an Intensität zunähmen, gibt es keine Belege. „Die Zeit“ wies 2002 darauf hin, dass im Gegenteil der Anteil derjenigen, die für Kinder mit Down-Syndrom einfache Anstaltsunterbringung ohne besonderen Aufwand befürworten, zwischen 1969 und 2000 auf null gefallen sei. Gleichzeitig sei der Anteil der Befürworter besonderer individueller Fördermaßnahmen von 59 auf 90 Prozent gestiegen. 1969 hätten es nur 18 Prozent für richtig gehalten, die betroffenen Kinder im Elternhaus zu betreuen, 2000 seien es 90 Prozent gewesen.
Die These, dass in Deutschland die Behindertenfeindlichkeit zunehme, ließe sich nur dann weiter vertreten, wenn man annähme, dass Umfragen überwiegend sozial erwünschte Antworten, nicht aber die wahren Meinungen zutage förderten und dass es in der Bevölkerung unter der Oberfläche der offiziellen Kultur doch ein verbreitetes Ressentiment gegen behinderte Menschen gebe.

### Wocken 2000
Um der Frage nachzugehen, wie stark das Ausmaß behindertenfeindlicher Einstellungen in Deutschland ist, hat Hans Wocken vom „Institut für Behindertenpädagogik“ der Universität Hamburg im Jahr 2000 eine Umfrage mit den folgenden Fragen durchführen lassen:
- „Würde es Sie irgendwie stören, wenn ein Behinderter in ihrer Nachbarschaft wohnt und sie [sic] ihn täglich treffen?“ („Nachbarschaftsfrage“)
- „Sie machen Urlaub. In Ihrem Hotel wohnt auch eine Gruppe Geistigbehinderter [sic]. Würde Sie das stören?“ („Urlaubsfrage“)
- „Würden Sie Ihr Kind gemeinsam mit behinderten Kindern in eine Klasse geben?“ („Integrationsfrage“)
- „Finden Sie es in Ordnung (okay), dass Geistig- [sic] oder Körperbehinderte eigene Kinder haben dürfen?“ („Elternschaftsfrage“)
- „Wenn ein schwer behindertes Kind geboren wird, wäre es da nicht für alle besser, wenn man dieses Kind sterben lassen würde?“ („Euthanasiefrage“).

Die Nachbarschaftsfrage wurde kaum negativ beantwortet, während ein Viertel der Befragten auf die Elternschaftsfrage mit „nein“ antworteten. 60 Prozent bejahten die (allerdings als Suggestivfrage formulierte) Euthanasiefrage.

### „Eurobarometer“ 2008
In allen Mitgliedsstaaten der Europäischen Union wurden im Frühjahr 2008 Bürger nach ihrer Meinung zum Thema „Diskriminierung“ befragt. 35 Prozent der Europäer gaben an, eine Diskriminierung behinderter Menschen sei in ihrem Land „ziemlich verbreitet“, 10 Prozent, sie sei „sehr verbreitet“. (Deutschland: beide Antworten zusammen 37 Prozent; Österreich: beide Antworten zusammen 38 Prozent).
67 Prozent der Europäer meinten, im Jahre 2008 sei die Diskriminierung behinderter Menschen in ihrem Land weniger stark verbreitet als 2003 (Deutschland: 70 Prozent; Österreich: 68 Prozent).
Auf einer „Wohlfühlskala“ von 1–10 geben die Europäer im Durchschnitt einen Wert von 9,1 als Antwort auf die Frage an, wie sie sich bei dem Gedanken an einen behinderten Nachbarn fühlen, einen Wert von 8,0 bei der Frage nach einem behinderten Menschen im höchsten politischen Amt des Landes.
Bei derselben Befragung gaben 83 Prozent der Europäer an, sie seien „für die Umsetzung spezieller Maßnahmen, um Chancengleichheit für jedermann im Bereich Beschäftigung herzustellen“, wenn es um behinderte Menschen gehe.
Die Umfrageergebnisse zeigen, dass in den Staaten der EU die Diskriminierung behinderter Menschen mehrheitlich nicht als schlimmste Form der Diskriminierung gesehen wird, dass viele sogar sich selbst als ausgesprochen behindertenfreundlich darstellen.

### „Antidiskriminierungsstelle des Bundes“ 2013
Die Antidiskriminierungsstelle des Bundes beschäftigte sich 2013 mit der Praxis des Zugangs für Menschen mit Behinderungen zum allgemeinen Arbeitsmarkt. Als besonders bedeutsam stellten sich bei den empirischen Untersuchungen zum Thema sowohl „[s]trukturelle und verfahrensbedingte Barrieren und Chancen beim Zugang zum und Verbleib von Menschen mit Behinderungen auf dem Arbeitsmarkt“ als auch „mentale Barrieren“ heraus. Als besonders beständig stellte sich das Vorurteil heraus, dass alle Menschen mit Behinderung „gering qualifiziert und leistungsgemindert“ seien. Im Hinblick auf Menschen mit kognitiven Beeinträchtigungen herrsche die Einstellung vor, dass diese besonderer Fürsorge bedürften und in Werkstätten für behinderte Menschen „gut aufgehoben“ seien.

### Buchausgaben
- Udo Sierck, Didi Danquart (Hrsg.): Der Pannwitzblick. Wie Gewalt gegen Behinderte entsteht. Libertäre Assoziation, 1993, ISBN 3-922611-29-X.
- Günther Cloerkes: Wie man behindert wird. 2003, ISBN 3-8253-8305-9.
- S. v. Daniels, T. Degener, A. Jürgens, F. Krick, P. Mand, A. Mayer, B. Rothenberg, G. Steiner, O. Tolmein (Hrsg.): Krüppel-Tribunal, Menschenrechtsverletzungen im Sozialstaat. Pahl-Rugenstein, Köln 1983, ISBN 3-7609-0799-7.
- Rudolf Forster: Von der Ausgrenzung zur Gewalt: Rechtsextremismus und Behindertenfeindlichkeit. 2002, ISBN 3-7815-1228-2.
- Erving Goffman: Asyle. Über die soziale Situation psychiatrischer Patienten und anderer Insassen. Suhrkamp, Frankfurt am Main 1973, ISBN 3-518-10678-3.
- Gisela Hermes, Eckhard Rohrmann: Nichts über uns – ohne uns! Disability Studies als neuer Ansatz emanzipatorischer und interdisziplinärer Forschung über Behinderung. 2006, ISBN 3-930830-71-X.
- Ernst Klee: Behindertsein ist schön. Unterlagen zur Arbeit mit Behinderten. Patmos-Verlag, Düsseldorf 1974, ISBN 3-491-00436-5.
- Ernst Klee: Behindert. Über die Enteignung von Körper und Bewusstsein. Ein kritisches Handbuch. Fischer-Taschenbuch-Verlag, Frankfurt am Main 1987, ISBN 3-596-23860-9.
- Winfried Palmowski, Matthias Heuwinkel: Normal bin ich nicht behindert! Wirklichkeitskonstruktionen bei Menschen, die behindert werden. Unterschiede, die Welten machen. Dortmund 2000, ISBN 3-86145-198-0.
- Adolf Ratzka: Aufstand der Betreuten. In: A. Mayer, J. Rütter: Abschied vom Heim. AG-SPAK, München 1988, ISBN 3-923126-53-0, S. 183–201.
- Birgit Rommelspacher (Hrsg.): Behindertenfeindlichkeit. Lamuv Verlag, Goettingen 1999, ISBN 3-88977-548-9.
- Gusti Steiner: Selbsthilfe als politische Interessenvertretung. In: E. Rohrmann, P. Günther: Soziale Selbsthilfe. Alternative, Ergänzung oder Methode sozialer Arbeit. Universitätsverlag, Heidelberg 1999, ISBN 3-8253-8269-9, S. 127–143.
- Gusti Steiner: Schwarzbuch Deutsche Bahn AG. AG SPAK Verlag, München 2003, ISBN 3-930830-36-1.

### Zeitschriftenartikel
- Rudolf Forster: „Neue Behindertenfeindlichkeit“ und rechtsradikale Gewalt gegen Behinderte. In: Behindertenpädagogik in Bayern, 43, 2/2000.
- Rudolf Forster: Von der Ausgrenzung zur Gewalt: Rechtsextremistische behindertenfeindliche Gewalt im freiheitlichen Rechtsstaat. In: Behindertenpädagogik in Bayern, 44, 1/2001.
- Rudolf Forster: Behindertenfeindlichkeit und rechtsradikale Gewalt – eine erste Skizzierung aktueller gesellschaftlicher Phänomene. In: Bulletin der Arbeitsgemeinschaft LehrerInnen für Geistigbehinderte, 3/2002 (Bern/Schweiz).
- Ernst Klee: Vorurteile: Der Behinderte – ein Monster? In: Die Zeit. Nr. 13, 1980 (zeit.de).
- Georg Theunissen: Zur neuen Behindertenfeindlichkeit in der Bundesrepublik Deutschland. In: Geistige Behinderung, 4/1989 und Zeitschrift für Heilpädagogik, 10/1989.
- Peter Widmann: Vorurteile gegen sozial Schwache und Behinderte. In: Informationen zur politischen Bildung, 271 (Thema: Vorurteile), 2005; bpb.de